# Rudra geniculata
Espèce
Rudra geniculata est une espèce d'araignées aranéomorphes de la famille des Salticidae.

## Distribution
Cette espèce se rencontre au Guatemala, au Panama et en Colombie.

## Description
La femelle holotype mesure 5 mm.

## Publication originale
- Peckham & Peckham, 1885 : « On some new genera and species of Attidae from the eastern part of Guatamala. » Proceedings of the Natural History Society of Wisconsin, vol. 1885, p. 62-86 (texte intégral).